# Jemnozem
Jemnozem je půdní frakce o velikosti částic < 2 mm. S touto frakcí se nejčastěji pracuje v pedologických laboratořích k určení chemicko-fyzikálních vlastností půdy. Jemnozem se získává přesypáním homogenizovaného vzorku půdy přes síta s otvory menšími než 2 mm.

## Rozdělení jemnozemě
Jemnozem se podle velikosti částic dělí na:
- jílovité částice
  - jíl (částice < 0,001 mm)
  - jemný a střední prach (částice 0,001–0,01 mm)
- prach
  - hrubý prach (částice 0,01–0,05 mm)
- práškovitý písek
  - jemný písek (částice 0,05–0,25 mm)
- písek
  - střední písek (částice 0,25–2 mm)

Se zvětšováním velikosti částic následuje skelet. Pokud obsahují půdy do 20 % hrubého prachu, jsou hlinité. Pokud ho obsahují 20-30 %, jsou sprašové.